# Effet de structure
Ne doit pas être confondu avec Effet de structure de fret.
L’effet de structure est un effet paradoxal qui peut mener à des erreurs d'interprétations lorsque l'on considère des populations hétérogènes.
Si l'on sépare une population en catégories, par exemple d'âge, de catégorie socio-professionnelle, de lieu d'habitation… Il arrive que l'on constate une tendance dans chaque sous-catégorie mais la tendance inverse lorsque l'on constate la population totale, en raison de la structure de la population.
Par exemple, on peut constater que la santé s'améliore au cours du temps (baisse du nombre de jours d'alitement par exemple) par catégorie d'âge en raison des progrès sociaux (alimentation, hygiène) et de la médecine ; mais que la santé de la population globale diminue car la population vieillit, la proportion de personnes âgées augmente. Ainsi, la baisse globale est due à un changement de la structure de la population.